# Burn Season (álbum)
Burn Season es el álbum debut homónimo de la banda de hard rock estadounidense Burn Season. El álbum fue lanzado el 11 de octubre de 2005 vía Bieler Bros. Records. La banda originalmente había firmado con Elektra Records, pero fueron retirados por temas de reorganización importante en la compañía.

## Listado de pista
| Pista | Título de canción | Tiempo | Compositor(s)                 |
| ----- | ----------------- | ------ | ----------------------------- |
| 1.    | "Revolution"      | 3:04   | Amaru, Renwick, Starkey       |
| 2.    | "Carry On"        | 3:19   | Amaru, Starkey                |
| 3.    | "Walk Away"       | 3:17   | Amaru, Renwick, Starkey       |
| 4.    | "Addicted"        | 2:46   | Amaru, Starkey                |
| 5.    | "Mistakes"        | 3:06   | Amaru, Renwick, Seda, Starkey |
| 6.    | "Perfect"         | 3:51   | Amaru, Starkey                |
| 7.    | "Falling"         | 3:18   | Amaru, Starkey                |
| 8.    | "Save Me"         | 3:24   | Amaru, Starkey                |
| 9.    | "Sleepless"       | 4:48   | Amaru, Starkey                |
| 10.   | "Ending"          | 3:15   | Amaru, Renwick, Starkey       |
| 11.   | "Wasted"          | 2:34   | Amaru, Renwick, Starkey       |
| 12.   | "Closer"          | 4:14   | Amaru, Starkey                |